# Rēzekne (rivière)
La Rēzekne est une rivière de Lettonie d'une longueur de 116 km, elle joint les deux lacs Rāzna et Lubans.